# Horní Radechová
Horní Radechová là một làng thuộc huyện Náchod, vùng Královéhradecký, Cộng hòa Séc.